# ミュオンスピン回転
ミュオンスピン回転（ミュオンスピンかいてん、略称：μSR; ミューエスアール）とはミュオンスピン回転/緩和/共鳴法の総称であり、スピン偏極したミュオン（ミューオン、ミュー粒子とも呼ばれる）
を物質に注入し、ミュオンスピンの感じる内部磁場の大きさや揺らぎを実時間で捕らえることにより物質の様々な性質を明らかにする手法であり、核磁気共鳴 (NMR) などと類似の有力な物性研究の手段である。

## 原理
ミュオンはパイ中間子の自然崩壊（平均寿命26ナノ秒）で生成するが、この崩壊過程は弱い相互作用によるためパリティが保存されず、結果としてミュオンのスピンは生成時の運動方向にほぼ100%偏極している。従って、パイ中間子の崩壊時に一定の方向に飛び出すミュオンを集めることにより、自然に100%スピン偏極したイオンビーム（粒子線）を得ることができる。ミュオンスピン回転法ではこのようにスピン偏極したミュオンを調べたい試料に注入し、注入した時刻を時間原点としてミュオンスピンの運動を観察する。
ミュオンはスピン1/2の粒子であるため、物質内部では磁場のみを感じてスピン（磁気モーメント）が回転運動をする。この回転運動（ラーモア歳差運動）の周波数はミュオンの位置における磁場に比例するので、回転周波数から直ちにミュオンが感じている磁場を知ることができる。この比例係数を磁気回転比（gyromagnetic ratio）と呼び、ミュオンでは 135.53 MHz/T である。この値は他のいかなる核磁気モーメントが持つ値と比べても大きく、ミュオンが試料の内部磁場に敏感である理由の一つとなっている。
ミュオンスピンの運動は、ミュオンが自然崩壊して放出される高エネルギーの陽電子を検出することにより観察される。この崩壊過程も弱い相互作用（平均寿命2.2マイクロ秒）によるもので、陽電子は崩壊時のミュオンスピンの向きに対して大きく非対称な空間分布を持って放出される。もちろん一つのミュオンは一回の崩壊時にその瞬間のスピンの向きを教えてくれるのみであるが、多数のミュオンを試料に注入して、様々な時刻に崩壊するミュオンを観察することで、ミュオンスピンの時間発展の全体像を知ることができる。具体的には、スピンの回転面上に小さな立体角を持つ陽電子カウンター（検出器）を配置し、その陽電子計数率がミュオンスピンの運動に伴って時間とともに増減する様子を観測する。
このように、ミュオンスピン回転法を物性研究に用いるためには多数のミュオンを供給できる施設が不可欠である（宇宙線のような強度では実用にならない）が、この目的のために中間子工場と呼ばれる加速器施設が世界数カ所に建設され、その利用が研究者に開放されている。

## 特徴
他の研究手法と比べてみた場合のμSRの特徴としては、あらゆる試料に直接ミュオンをイオン注入して観測することが可能なこと、1ナノ秒から数十ミリ秒といった、丁度中性子散乱とNMRの間に位置する時間領域のスピン揺らぎに敏感であること、更に0.01μBといった小さな磁気モーメントを容易に検出できることなどがあげられる。また、中性子散乱と相補的に、空間的に乱れた磁気的状態の研究に対してもっとも威力を発揮する。銅酸化物高温超伝導体の母物質が反強磁性体である事を最初に示したのはμSR法であり、これにより物性研究の手段としてのμSRが広く知られるようになった。また、最近では実験技術の進歩により、μSRを用いて第二種超伝導体の磁束状態における磁束まわりの磁場分布を詳細に観察し、磁場侵入長など超伝導状態を記述する重要な物理量を引きだすことも可能になっている。
一方、物質中でのミュオンは陽子あるいは水素原子の軽い放射性同位体（ミュオンの質量は陽子のほぼ9分の1）と見なす事ができ、それ自体が興味深い研究の対象となっている。なぜなら、物質の中には水素が重要な役割を果たす例が数多くあり、特に半導体の例でよく知られているように、微量の水素で物質の性質が劇的に変わる場合もあるが、実は微量の水素ほど捉えにくい元素もないからである。水素同位体としてのミュオニウム（水素原子の陽子をミュオンで置き換えた原子）の電子状態は、0.5%という小さな同位体補正を除いて水素原子のそれと全く同等と見なす事ができる。そのため物質中のミュオニウムの電子状態を調べる事は、同じ条件下の水素原子を調べる事に等しい。ミュオニウムは「放射性」で極めて高感度に検出する事ができるので、物質中におかれたミュオニウムの電子状態をμSRで研究する事により、水素原子の電子状態について詳しく知る事ができるということになる。さらに、液相、気相中にミュオニウムを生成する事により、水素が関わる化学反応の動力学をリアルタイムで観測する事も可能になっている。